# 飾眼蟾魚屬
飾眼蟾魚屬（学名：Riekertia），為輻鰭魚綱蟾魚目蟾魚科的其中一属。

## 下属物种
- 飾眼蟾魚 Riekertia ellisi